# 科比亞鄉 (登博維察縣)
44°48′N 25°19′E / 44.800°N 25.317°E
科比亞鄉（羅馬尼亞語：Comuna Cobia, Dâmbovița），是羅馬尼亞的鄉份，位於該國南部，由登博維察縣負責管轄，面積63平方公里，2007年人口3,194，人口密度每平方公里51人，超過九成居民信奉東正教。